# Racemizacija
U hemiji, racemizacija se odnosi na konvertovanje jedne enantiomerno čiste materije (u kojoj je samo jedan enantiomer prisutan) u smešu gde postoji više od jednog enantiomera. Ako racemizacija proizvede smešu u kojoj su enantiomeri prisutni u jednakim količinama, nastali materijal je racemiski, ili racemat.

## Stereohemija
Hiralni molekuli imaju dve forme (u svakoj tački asimetrije) koje se razlikuju u njihovim optičkim karakteristikama. Levorotatorna forma ((−)-forma) rotora ravan polarizacije zraka svetlosti na levo, dok dekstrorotatorna forma ((+)-forma) rotira ravan polarizacije svetlosti na desno. Ove dve forme, koje se ne mogu superimpozirati rotacijom u trodimenzionom prostoru, su enantiomeri.

## Literatura
- Ernest L. Eliel; Samuel H. Wilen (1994). Stereochemistry of Organic Compounds (1 изд.). Wiley, John & Sons, Incorporated. ISBN 978-0-471-01670-0.
- Ernest L. Eliel; Samuel H. Wilen; Michael P. Doyle (29. 3. 2001). Basic Organic Stereochemistry (1. изд.). Wiley-Interscience. ISBN 978-0-471-37499-2.
- Kurt Martin Mislow Kurt Mislow (15. 1. 2003). Introduction to Stereochemistry. Dover Publications. ISBN 978-0-486-42530-6.
- D. Nasipuri (1994). Stereochemistry of Organic Compounds: Principles and Applications (2. изд.). South Asia Books. ISBN 978-81-224-0570-5.
- Andrew Streitwieser, Clayton H. Heathcock (1985). Introduction to Organic Chemistry (3rd изд.). Maxwell MacMillan. стр. 122—124. ISBN 978-0-02-946720-6.